# Переможці Національного конкурсу «Благодійник року»
Основна стаття: Національний конкурс «Благодійник року»

## «Благодійник року — 2007»
1. Транснаціональна корпорація — Ейвон косметікс Юкрейн, Київська область.
2. Національна бізнес-структура — Група компаній «Фокстрот», м. Київ.
3. Банк або фінансова установа — Кредитна спілка «Полтава-взаємопоміч», м. Полтава.
4. Благодійний фонд — МБФ «Фонд Олександра Фельдмана», м. Харків.
5. Приватна особа — Омелян Антонович, м. Львів.

Регіональні переможці:
Вінницька область — Вітович Віктор Михайлович
Житомирська область — ТОВ «Гештальт Консалтінг Груп»
Волинська область — Чернецький Олег Станіславович
Донецька область — ДМБФ «Доброта»
Дніпропетровська область — ММГО «Г.К.Л.»
Закарпатська область — Карпатський фонд «Україна»
Запорізька область — ЗБФ «Патріот Запоріжжя»
Івано-Фраківська область — Івано-Франківська ОБО «Мальтійська служба допомоги»
місто Київ — Халимоненко Микола Іванович
Київська область — ТОВ «Кока-Кола Україна Лтд.»
Кіровоградська область — Кіровоградська міська організація «Жіноча Громада»
Луганська область — Єненко Олексій Геннадійович
Львівська область — Благодійна медична установа Шпиталь імені Митрополита Андрея Шептицького у Львові [недоступне посилання з липня 2019]
Миколаївська область — ТОВ СП «Нібулон»
Одеська область — Голубов Андрій Михайлович
Полтавська область — Квас Володимир Федорович
Сумська область — БФ «Відень»
Тернопільська область — ТОБФ «Майбутнє сиріт»
Харківська область — Група підприємств Target
Херсонська область — Херсонський обласний благодійний фонд «ЗАХИСТ»
Хмельницька область — Корпорація «Сварог – 2006»
Черкаська область — ВБФ «Рідний дім»
Чернівецька область — Токарюк Володимир Георгійович
Чернігівська область — Громадська організація «Відродження», Центр медико-соціальної реабілітації дітей-інвалідів
АР Крим — «МакДональдз Юкрейн» 

## «Благодійник року — 2008»
1. Транснаціональна компанія — TOB «Кока-Кола Україна Лтд.» (м. Київ).
2. Вітчизняна компанія — великий бізнес — Група компаній «НІКО» (м. Київ).[недоступне посилання з червня 2019]
3. Вітчизняна компанія — середній бізнес — ВТФ «Велам» ТОВ (м. Миколаїв).
4. Вітчизняна компанія — малий бізнес — Товариство з обмеженою відповідальністю «Центр Обслуговування Конференцій» (м. Київ).
5. Фізична особа — підприємець — Новицька Валентина Іванівна (с. Кам’янка Очаківського району Миколаївської обл.).
6. Фінансова установа — переможця не визначено.
7. Корпоративний благодійний фонд — Благодійний фонд «Центр соціальних програм компанії РУСАЛ в Україні» (м. Миколаїв).
8. Приватний благодійний фонд — Фонд Віктора Пінчука за програму «Колиски надії» (м. Київ).
9. Благодійна організація — Міжнародна благодійна фундація «Хайфер Проджект Інтернешнл» (м. Київ)
10. Представництво міжнародного благодійного фонду чи недержавної організації — Міжнародний благодійний фонд «Карітас України» (м. Львів).
11. Приватна особа — благодійник — Дашутін Григорій Петрович (м. Суми).
12. Ініціативна група або колектив — волонтерські загони дитячої організації «Світ-Семицвіт» Козелищинського НВК (смт Козелищина Полтавської обл.).
13. Дитяча та молодіжна ініціатива в благодійництві — МДЦ «Артек», дитячий табір «Лісовий» (АР Крим).
14. Благодійник — інститут громадянського суспільства — Київське відділення Української спілки в’язнів — жертв нацизму (м. Київ).

Спеціальні призи: 
«За внесок в розвиток благодійництва в Україні» — Надра Банк (м. Київ).

«За розвиток української мови» — Кредитна спілка «Мрія» (м. Краматорськ, Донецька обл.).

«За розвиток українських традицій серед молоді» — Пукліч Володимир Вікторович, Крайовий військовий отаман Чорноморського козацького з’єднання, генерал-осавул Українського козацтва (м. Одеса).

«За активну особисту діяльність в підтримці материнства» — Савельєва Юлія Михайлівна (м. Суми).

«За підтримку постраждалих від стихійного лиха» — ТОВ «Проктер енд Гембл» (м. Київ).

«За стимулювання благодійництва на селі»:
- Біликівська ЗОШ (с. Білики Миргородського району Полтавської обл.);
- Фісунов Василь Васильович (Донецька обл.).

«За висвітлення благодійної діяльності засобами масової інформації»:
- Олена Скобало, журналіст телеканалу ICTV;
- Газета «Вечірній Київ».

## «Благодійник року — 2009»
1. Транснаціональна компанія — Intel Ukraine Microelectronics Ltd.
2. Вітчизняна компанія — великий бізнес — «Nemiroff Холдинг».
3. Вітчизняна компанія — середній бізнес — ТОВ «Мері Кей (Україна) Лтд».
4. Вітчизняна компанія — малий бізнес — ТОВ «Грані-Т».
5. Фізична особа — підприємець — Ревук Микола Миколайович (с. Кодаки Васильківського району Київської обл.).
6. Бізнесмен — Мамай Олександр Федорович (м. Полтава).
7. Фінансова установа — переможця не визначено.
8. Корпоративний благодійний фонд:
- Благодійна організація «Благодійний фонд журналу «Единственная» (м. Київ);
- Благодійна організація «Всеукраїнський Благодійний Фонд «Крона» (м. Київ).

9. Приватний благодійний фонд — переможця не визначено.
10. Благодійна організація — Міжнародний Благодійний Фонд «Карітас України».
11. Представництво міжнародного благодійного фонду чи недержавної організації — МГО Центр «Джойнт».
12. Особиста благодійна ініціатива — Січкар (Ващук) Маргарита Анатоліївна.
13. Ініціативна неформальна група або колектив, громада — Ініціативна група під керівництвом Богомолець Ольги Вадимівни.
14. Дитяча та молодіжна ініціатива в благодійництві — Міська громадська організація «Баскетбольний клуб «Країна Баскетболія» (м. Черкаси).
Спеціальні призи:
«За захист прав дітей» – Слюнченко Лариса Сергіївна, голова ініціативної групи батьків по захисту прав дітей-пацієнтів «Відкриті двері реанімації».

«За використання нових технологій благодійності» – Молодий актив міста Євпаторія (АР Крим).

«За дитячий благодійний проект» – Житомирська міська дитяча громадська організація «Все робимо самі».

«За міжнародний дитячий благодійний проект» — Всеукраїнський благодійний фонд Надії і Добра.

«За журналістський благодійний проект» — журналісти програми «Критична точка», ТРК «Україна».

Приз Інформаційно-аналітичного порталу з соціальної відповідальності бізнесу CSRJOURNAL «За високий ступінь відповідності суспільним очікуванням програм соціальної відповідальності» — ВАТ «Малинська паперова фабрика — Вайдманн».

Спеціальний приз dvv-international Ukraine «За соціальну відповідальність в розвитку освіти дорослих» — Благодійна організація «Фонд «Асперн».

Приз інформаційного партнера конкурсу журналу «Вісник благодійництва» «За системну благодійну діяльність» — Ольга Лук’янова (м. Рівне).

Приз Національного фестивалю соціальної реклами «Соціальна реклама благодійних проектів» — Intel Ukraine Microelectronics Ltd.

## «Благодійник року — 2010»
1. Транснаціональна компанія — ТОВ «Майкрософт Україна».
2. Вітчизняна компанія — великий бізнес — ТОВ «Астеліт».
3. Вітчизняна компанія — середній бізнес — Сільськогосподарське товариство з обмеженою відповідальністю «Дружба-Нова».
4. Вітчизняна компанія — малий бізнес — Шулік Віктор Григорович.
5. Фізична особа — підприємець — Ахунзянов Олександр Валерійович.
6. Бізнесмен — ТзОВ «Золоті ідеї».
7. Фінансова установа — переможця не визначено.
8. Корпоративний благодійний фонд — переможця не визначено.
9. Благодійна організація — Всеукраїнський благодійний фонд «Запорука».
10. Представництво міжнародного благодійного фонду чи недержавної організації — переможця не визначено.
11. Особиста благодійна ініціатива — Скопенко Віктор Васильович, м. Глухів.
12. Ініціативна неформальна група або колектив, громада — Всеукраїнська громадська організація інвалідів «Чорнобиль-Допомога».
13. Дитяча та молодіжна ініціатива в благодійництві — Житомирська міська дитяча громадська організація «Все робимо самі».

Спеціальні призи:
«За розвиток громадянського суспільства» — Резніченко Тамара Григорівна, фонд розвитку громади м. Тернівка.

«За розвиток благодійності на селі» — Фонд громади села Кодаки.

«За навчання дорослих заради покращення їх життя» — Всеукраїнський Благодійний Фонд «Соціальне партнерство».

«Медіа і благодійність»:
- телевізійні медіа — Олена Астахова, кореспондент програми «Факти», телеканал ICTV;
- друковані медіа — журнал «Експерт»;
- інтернет-медіа — www.detdom.info.

## «Благодійник року — 2011»
1. Транснаціональна компанія — ПІІ «МакДональдз Юкрейн Лтд».
2. Вітчизняна компанія — великий бізнес — ПАТ «Концерн Галнафтогаз» (м. Львів).
3. Вітчизняна компанія — середній бізнес — Агрофірма ТОВ «Обрій ЛТД» (с. Харкове Талалаївського району Чернігівської обл.).
4. Вітчизняна компанія — малий бізнес — ТОВ агрофірма «Земля» (с. Андріївка Покровського району Дніпропетровської обл.).
5. Фізична особа — підприємець — Родченко Ольга Петрівна (м. Вінниця).
6. Бізнесмен — Когутяк Юрій Іванович (м. Київ).
7. Корпоративний благодійний фонд — Хмельницький регіональний благодійний фонд "Зміцнення громад" (м. Шепетівка Хмельницької обл.).
8. Благодійна організація — Міжнародна благодійна фундація «Отчий дім» (с. Святопетрівське Києво-Святошинського району Київської обл.).
9. Представництво міжнародного благодійного фонду чи недержавної організації — Представництво Міжнародного благодійного фонду Н.Потопаєвої у Вінницькій області.
10. Приватна особа:
- Тупілко Віктор Петрович (м. Донецьк);
- Шпенов Дмитро Юрійович (м. Кривий Ріг Дніпропетровської обл.).

11. Громада, колектив та неформалізована група — колектив Національного університету банківської справи НБУ (м. Київ).
12. Дитячий, юнацький колектив, молодіжна група — Студентська рада Черкаського інституту банківської справи Університету банківської справи НБУ.
Спеціальні призи:
«За інноваційність у благодійності» — Міжнародний благодійний фонд "Планета_взаємодопомоги"  (м. Київ).

«За навчання дорослих заради покращення їхнього життя» — Міжнародна благодійна організація «Добробут громад» (м. Київ).

«За розвиток благодійності на селі» — Благодійний фонд «Терра Деї», Закарпатський сільськогосподарський дорадчий центр (м. Берегове Закарпатської обл.).

«За благодійність в сфері культури» – Благодійний фонд Сергія Терещука (м. Черкаси).

«Медіа і благодійність»: 
- відділ «Люди» газети «Сегодня» за спецпроєкт «Малюк шукає батьків»;
- мережа українських новин Кореспондент.net;
- програма «Вікна-Новини», телеканал СТБ;
- редакція освітньо-художніх програм Національної радіокомпанії України.

«Народний Благодійник»:
- Тернопільський обласний благодійний фонд «Майбутнє сиріт»;
- фонд батьківської допомоги «КРОХА» (м. Донецьк) – почесний диплом.